# Mallig
Mallig è una municipalità di quarta classe delle Filippine, situata nella Provincia di Isabela, nella Regione della Valle di Cagayan.
Mallig è formata da 18 baranggay:
- Binmonton
- Casili
- Centro I (Pob.)
- Centro II (Pob.)
- Holy Friday
- Maligaya
- Manano
- Olango
- Rang-ayan
- San Jose Norte I
- San Jose Norte II
- San Jose Sur
- San Pedro (Barucbuc Sur)
- San Ramon
- Siempre Viva Norte
- Siempre Viva Sur
- Trinidad
- Victoria